# N’Déou
N’Déou  est une localité du Nord de la Côte d'Ivoire et appartenant au département de Boundiali, Région des Savanes. La localité de N’Déou est un chef-lieu de commune.